# Muraköz megye
Muraköz megye (horvátul Međimurska županija) Horvátország legkisebb és legsűrűbben lakott megyéje, székhelye Csáktornya.

## Földrajz
A Mura és a Dráva folyók között, a Muraközben fekszik Horvátország északi részén. Magyarországgal és Szlovéniával szomszédos.

## Települések
Muraköz megyében 3 város és 22 község található.

## Közlekedés
Az A4-es autópálya halad át rajta.